# Campionat d'Europa de motocròs 1954
La temporada de 1954 del Campionat d'Europa de motocròs fou la 3a edició d'aquest campionat, organitzat per la FIM. El calendari oficial constava de 8 Grans Premis, celebrats entre el 25 d'abril i el 12 de setembre.

## Sistema de puntuació
Barem de puntuació de 1952 a 1969:
| Posició | 1 | 2 | 3 | 4 | 5 | 6 |
| Punts   | 8 | 6 | 4 | 3 | 2 | 1 |

| Resultats que computen                         |
| 1/2 + 1 dels GP (cal acabar-hi les 2 mànegues) |

## Classificació final
| Posició | Pilot                 | Motocicleta | Punts          |
| ------- | --------------------- | ----------- | -------------- |
| 1       | Auguste Mingels       | FN          | 30 net/33 brut |
| 2       | René Baeten           | Saroléa     | 22             |
| 3       | Victor Leloup         | FN          | 20 net/26 brut |
| 4       | Jeff Smith            | BSA         | 20             |
| 5       | Phil Nex              | BSA         | 11             |
| 6       | Brian Stonebridge     | BSA         | 10             |
| 7       | Bill Nilsson          | BSA         | 8              |
| 8       | André Van Heuverzwijn | Saroléa     | 8              |
| 9       | John Avery            | BSA         | 7              |
| 10      | Leslie Archer         | Norton      | 7              |

1. ↑  Segons altres fonts, Leloup fou quart i Jeff Smith, tercer.

## Resum: Podi final 1954
|           | 500 cc          |         |
| Campió    | Auguste Mingels | FN      |
| Subcampió | René Baeten     | Saroléa |
| Tercer    | Victor Leloup   | FN      |